# Adrianskoga mora sirena
Adrianskoga mora sirena, hrvatski je barokni spjev. Jedan je od temeljnih hrvatskih spjevova i važnog nacionalno-identitetskog simbola hrvatske povijesti i kulture.
Hrvatska je inačica mađarskog izvornika, epa Adriai tengernek Syrenaia što ga je na temu turske opsade i zauzeća tvrđave Siget 1566. godine spjevao Petrov brat Nikola Zrinski, objavivši spjev u Beču 1651. godine. Petrov hrvatski prepjev otisnut u Veneciji 1660. godine ostao je do 19. stoljeća najljepšom hrvatskom tiskanom knjigom i spomenikom rodu i djelu Zrinskih.
Osobitost Petrova prepjeva bratova djela ogleda se u njegovim nastojanjima da izbjegne doslovno prenošenje značenja predloška (primjerice, tursku pobjedu zbog velikih vojnih gubitaka smatra neuspjehom i početkom konačnoga turskog sloma), te da da svoje filozofske i moralizatorske misli i poglede unosi u stihove »jednako kad je riječ o turskom pijančevanju kao i o ljepoti ljubavi« (Josip Bratulić).
Osim Obside Sigecke kao glavnog sadržaja spjeva, Adrijanskoga mora sirena obuhvaća i niz lirskih pjesama ‒ idile, epigrame sigetskim junacima, pjesmu o Kristu i zaključnu pjesmu "Ispivanje" u kojoj Nikola kao pjesnik izvornika progovara o vlastitu ratničkom habitusu.
Novo kritičko izdanje priredio je 2016. godine akademik Josip Bratulić koji je stihove Petra Zrinskog popratio komentarima, rječnikom i znanstvenom studijom o autoru i poetičkim aspektima hrvatske Zrinijade, njezinim kulturnopovijesnim implikacijama i njezinom trostoljetnom recepcijom.

## Vanjske poveznice
- Adrianszkoga mora syrena, digitalna.nsk.hr